# Baltische Historische Kommission
Baltische Historische Kommission är en organisation som grundades 1951 i Göttingen, Tyskland, med syfte att forska om den balttyska minoriteten i Baltikum. 
Organisationens ordförande är sedan 2007 Matthias Thumser.